# Сакіна Ахундзаде
Сакіна Мірза Ейбат кизи Ахундзаде (азерб. Səkinə Mirzə Heybət qızı Axundzadə; 1865, Ґуба, Азербайджан — 1927, Ґуба, Азербайджанська РСР) — перша азербайджанська жінка-драматург і романістка, громадська діячка, педагог, авторка підручників азербайджанською мовою, активна діячка мусульманського жіночого благодійного товариства в Баку.

## Біографія

### Ранні роки. Життя в Ґубі
Сакіна Ахундзаде народилася в 1865 році в місті Ґуба в знатній родині. Її батько Мірза Ейбат  був активним членом літературного товариства «Гюлістан», створеного відомим азербайджанським вченим і просвітителем Аббаскули-ага Бакіхановим, а також поетом, який писав під псевдонімом «Феду». Завдяки вихованню в такому культурному середовищі, у Сакіни з дитинства прокинулася любов до літератури, театру, мистецтва.
В юному віці Сакіна Ахундзаде в Ґубі вийшла заміж за чоловіка на ім'я Талиб. У шлюбі народилася дочка Окюмаханум. Талиб відкрито виступав на підтримку своєї дружини, яка займалася освітою серед дівчаток на Кубі. Це не сподобалося консервативно налаштованим мешканцям і в підсумку Талиб був убитий гачагом на ім'я Алі. Пізніше Сакіна Ахундзаде вийшла заміж за викладача російської мови на Кубі Мухаммеда Агабекова. За роки у шлюбі з Агабековим, Сакіна Ахундзаде у своєму будинку відкрила безкоштовну школу для дівчаток. Невдовзі у подружжя народився син Юсиф, відомий пізніше як професор і доцент Гянджинського університету Юсиф Агабеков (підданий репресіям в 1937 році і розстріляний). Через деякий час помер і другий чоловік Ахундзаде Мухаммед Агабеков.

### Переїзд до Баку. Перші п'єси
У 1900 році Сакіна Ахундзаде була запрошена до Баку нафтопромисловцем і мільйонером Гаджи Зейналабдіним Тагієвим, який довідався про її просвітницьку діяльність на Кубі. Деякий час Ахундзаде викладала шаріат і літературу в Бакинській мусульманській школі Тагієва для дівчаток. Як зазначав театральний критик Гулам Мамедлі, в той час як Сакіна Ахундзаде стала викладати, на сценах Баку ставилися спектаклі за участю Джахангіра Зейналова, Абульфата Вели, Мірза Ага Алієва, Гусейна Араблінського, жіночі ролі грали чоловіки, а жінки, в тому числі і Сакіна Ахундзаде, могли дивитися спектаклі, тільки будучи в чадрі і в спеціальній ложі для жінок.

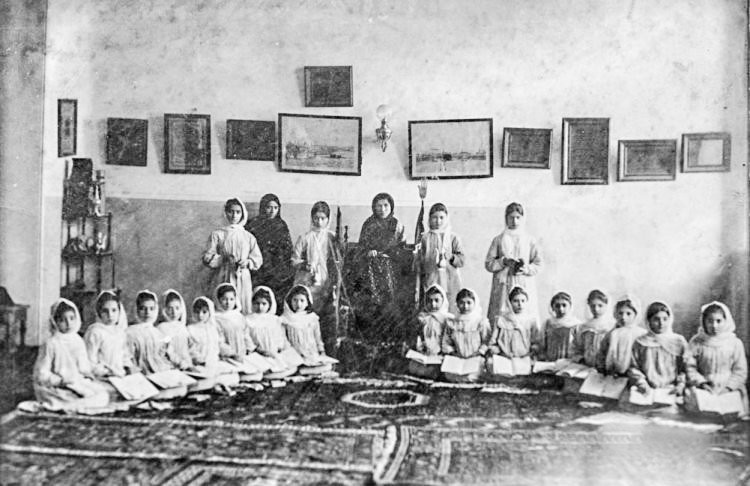
Сакіна Ахундзаде (сидить у центрі) з ученицями Бакинської мусульманської школи Тагієва для дівчаток у 1903 році

За спогадами Сакіни Ахундзаде, вона намагалася знайти спосіб залучити жінок до театру і змусити чоловіків, що грали їх ролі не одягатися в жіночий одяг. Першою п'єсою, написаною Ахундзаде, стала «Користь науки» (або «Про користь науки»). Після цього вона створила п'єсу «Слово правди буває гірким». У цих драмах було дуже багато жіночих образів. Режисурою обох вистав займалася сама Сакіна Ахундзаде. Всі ролі вона роздала колегам-викладачам та ученицям. У день постановки серед глядачів також були одні жінки. Головну чоловічу роль в п'єсі «Користь науки» зіграла Фатіма Гаджинська. За словами Мамедлі, «так азербайджанські жінки здобували смак сценічного мистецтва». Учениця Сакіни Ахундзаде, Фатіма Султанова-Гаджинська пізніше розповідала:
|  | Ми чули про театр, але ніколи не бачили вистави. Ми мріяли його побачити. Здійснила нашу мрію наша вчителька Сакіне ханум. Вона сама написала п'єсу «Елміна бахраси». Вона прочитала нам п'єсу. Розподілила ролі. Основну роль п'єси, роль Сарвар хана, доручила мені. Після уроків вона репетирувала з нами. Коли спектакль був готовий, ми показали його 2 грудня 1904 року в Баку в російсько-мусульманській школі. Сакіне ханум роздала нам квитки заздалегідь, щоб ми могли запросити на спектакль наших подруг, матерів, сестер. Таким чином, авторкою п'єси, режисеркою вистави була жінка, виконавцями ролей були дівчата, глядачами також були дівчата й жінки. Спектакль пройшов з великим успіхом. |

### Подальше творчість
Сакіна Ахундзаде також перекладала деякі твори з турецької літератури азербайджанською мовою і допомагала ставити їх на сцені. Підготовлена нею драма «Плоди насильства», написана на основі опери «Лакме» французького композитора Лео Деліба, і «Злощасна дитина» з творчості Намика Кемаля, довгі роки ставилися на азербайджанської сцені за участю Гусейна Араблінського, Аббаса Мірзи Шарифзаде. Так, у 1914 році «Плоди насильства» вперше була поставлена в Тифлісі Гусейном Араблінським, а в 1917 і 1922 роках у Баку Аббас Мірзою Шарифзаде. На початку 1920-х рр. «Плоди насильства» була поставлена трупою товариства «Ніджат», на сцені Азербайджанського драматичного театру. Ахундзаде написала також комедію «Невістка і свекруха».
Сакіна Ахундзаде зіграла значну роль у залученні азербайджанських дівчат до театру. В газеті «Басірат» від 9 січня 1916 року писали:
|  | У понеділок і вівторок, о 5 годині, буде дана оперета «Аршин мал алан» тільки для дам, у виконанні дівчат на користь «Мусульманського жіночого товариства»... З вдячністю відзначимо, що тут чимала роль жінок - мусульманок, особливо Сакіне ханум. Вона чимало попрацювала, аби залучити жінок до театру, а це дуже важливо і в той же час небезпечно в наш час! |

Написана нею трагедія «Плоди насильства» була поставлена на сцені театру Гаджі Зейналабдіна Тагієва в Баку. Театральний критик Кязимоглу (Сеїд Гусейн) у статті, яка була опублікована в газеті «Ені ігбал», зазначав:
|  | У нашій новій літературі жінки починають займати чільне місце. Одна з них - Сакіне ханум Ахундзаде, чия трагедія «Плоди насильства» була зіграна в п'ятницю в Тагієвському театрі. |

В газеті «Каспій» від 16 січня 1917 року зазначалося:
|  | Сакіне ханум - одна з діячок, що безмежно люблять нашу сцену, і роблять для мусульманської сцени багато. Можна сказати, що в цій сфері вона, мабуть, єдина жінка. І якби наші суспільні умови були іншими, вона, безсумнівно, була б видатною і плодовитою письменницею. Навіть зараз, Сакіне ханум знаходить можливість поповнити наш не дуже багатий сценічний репертуар. |

Газета «Басірат» від 27 січня 1917 року писала:
|  | Сакіне ханум - одна з перших на Кавказі жінок-інтелігенток, вона служить мусульманській сцені, пише для неї... |

Сакіна Ахундзаде досконало володіла арабською та перською мовами, була добре знайома зі східної літературою. У новостворених творах вона намагалася поширювати ідею свободи азербайджанських дівчат, викликати в них любов до знань і наук. Однак діяльність Сакіни Ахундзаде у галузі освіти дівчаток-мусульманок нерідко створювала для неї певні труднощі. Консервативно налаштовані люди були проти того, щоб дівчата грали на сцені. Іноді батьки дівчаток, яким викладала Ахундзаде, накидалися на неї, кажучи: «Ви говорите дівчаткам про шаріаті, а потім змушуєте їх виходити на сцену як клоунам».

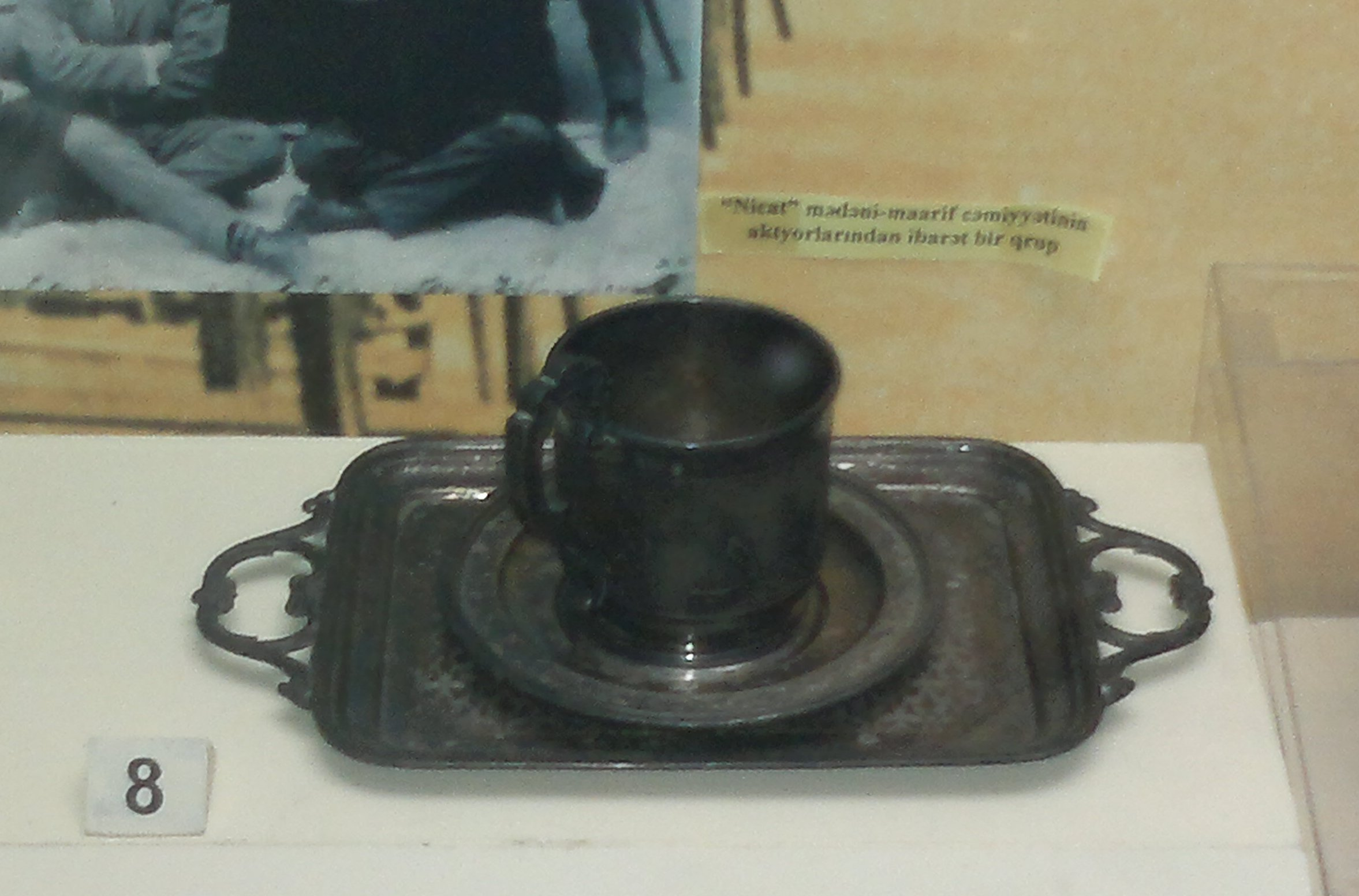
Підстаканник, тарілка і піднос, що належали Сакіне Ахундзаде в Музеї історії Азербайджану

Сакіна Ахундзаде була також першою азербайджанською жінкою-автором роману. У її романі «Принц Абульфаз і Рена», написаному на основі фольклорного сюжету у 1918 році, автор висуває ідею пошуку позбавлення від забобонів життя азербайджанських жінок. У літературній формі вона зобразила дух свободи у своєму творі. Всього Сакіна Ахундзаде написала п'ять п'єс і один роман. Актор і режисер Гусейн Араблінський в бесіді з нею говорив: Сакіна Ахундзаде була також співавтором опублікованого в 1922—1923 рр. «Нового тюркського алфавіту».

### Останні роки
В останні роки життя Сакіна Ахундзаде страждала від тривалої тяжкої хвороби. У зв'язку з цим вона змушена була виїхати з Баку назад до рідної Куби. Відомі азербайджанські актори того часу часто їздили на Кубу, відвідувати Сакіну Ахундзаде. Так, одного разу, коли актор і режисер Аббас Мірза Шарифзаде прибув на Кубу, він відвідав Сакіну Ахундзаде. Сакіна ханум влаштувала обід на честь Шарифзаде. За спогадами онуки Ахундзаде Масма Мамедової, Ахундзаде у той вечір попросила Шарифзаде прочитати уривок з монологу "Ібліса, Аббас Мірза ж виконав останнє бажання Сакінм Ахундзаде і прочитав напам'ять весь монолог.
Померла Ахундзаде у 1927 році в рідному місті. У будинку на Кубі, де вона проживала (по вулиці Истиглал, раніше Крупська 14), живуть її нащадки.

## Родина
- Перший чоловік — Таліб.
  - Дочка — Окюмаханум.
- Другий чоловік — Мухаммед Агабеков, викладач російської мови наКубі.
  - Син — Юсиф Агабеков, професор і доцент Гянджинського університету.
- Брат — Ібрагім Ахундов.
  - Племінниця — Рейхан Топчібашева (1905—1970)[5], художник, Заслужений діяч мистецтв Азербайджанської РСР.